# Тричлер, Карл-Хайнц
Карл-Хайнц Тричлер (нем. Karl-Heinz Tritschler; род. 16 сентября 1949, Фёрштеттен) — немецкий футбольный судья. Он известен прежде всего по работе на Летних Олимпийских играх 1988 года и в финале Кубка европейских чемпионов 1989 года между итальянским «Миланом» и румынской «Стяуа» (4:0).

## Биография
Первая профессиональная игра Карла-Хайнца состоялась 6 августа 1977 года во Второй Бундеслиге, где он обслуживал матч между «Вальдхофом» и «Вюрцбургом» (игра закончилась со счётом 6:0 в пользу хозяев). Первое появление Тричлера в Бундеслиге состоялось 23 августа 1980 года в матче между «Бохумом» и «Дуйсбургом» (игра закончилась со счётом 1:1). В целом Карл-Хайнц Тричлер обслужил 98 игр в первой Бундеслиге и 63 — во Второй. Чаще всего он работал на матчах футбольного клуба «Кёльн» (17 раз).
Кроме того, на международных соревнованиях Тричлер обслуживал игру сборных Бразилии и Австралии на Олимпийских играх 1988 года в Сеуле. Матч закончился со счётом 3:0 в пользу бразильцев.. Также в качестве резервного арбитра и помощника главного судьи немец принимал участие в Евро-1988.
Высшей точкой карьеры Тричлера стал Финал Кубка европейских чемпионов 1989 года. В этом же турнире международная карьера арбитра и завершилась. Последним матчем, который он обслуживал, стал 1-й матч четвертьфинала между советским «Спартаком» и испанским «Реал Мадридом» 6 марта 1991 года. Матч закончился со счётом 0:0.

## Награды
«Рефери года по версии Немецкого футбольного союза» (1988/89)
8-е место в мировом рейтинге «Судья года»
Золотой знак арбитражной ассоциации Хохрейна
Почетный член арбитражной ассоциации Фрайбурга